# Maison à Titel
Titel, en Serbie, possède une maison (en serbe cyrillique : Кућа у Тителу ; en serbe latin : Kuća u Titelu), construite au début du XXe siècle. En raison de sa valeur patrimoniale, elle est inscrite sur la liste des monuments culturels de grande importance de la république de Serbie (identifiant no SK 1210).

## Présentation
La maison a été construite dans la première décennie du XXe siècle dans un style éclectique qui mêle l'historicisme et l'Art nouveau ; l'entrée est particulièrement caractéristique de ce style « nouveau ».
À l'intérieur, la salle centrale a été décorée en 1911-1912 par Dragutin Inkiostri Medenjak, un artiste partisan de l'usage du style national serbe dans les arts appliqués et qui s'est inspiré du matériel ethnographique existant. La pièce est tapissée d'un papier peint en soie dans des tons pastels orné de motifs géométriques ; des panneaux horizontaux et verticaux empruntent leurs motifs au monde végétal et animal ; au centre des moulures du plafond sont représentés des oiseaux stylisés. Cette salle est un des rares exemples du travail de Dragutin Inkiostri Medenjak entièrement conservé dans un cadre authentique.